# Jacques Noël (décorateur)
Pour les articles homonymes, voir Jacques Noël et Noël (homonymie).
Jacques Noël, né le 7 novembre 1924 à Ivry-sur-Seine et mort le 18 juillet 2011 à Paris, est un décorateur français de théâtre.

## Biographie
Ancien élève de l'École Boulle, Jacques Noël signe, à partir de 1946, plus de 400 décors (ainsi que les costumes et souvent les affiches) pour les petits et grands théâtres, du théâtre de la Huchette à l'Opéra Garnier, sans parler des grandes scènes d'Europe et du monde. De Samuel Beckett à Shakespeare en passant par Jacques Audiberti, Roland Dubillard, Molière, Marcel Aymé ou François Billetdoux, il travaille dans tous les genres, du théâtre dit d'avant garde au classique, en passant par le boulevard, le ballet et l'opéra.
Il travaille notamment avec Jean-Louis Barrault, Roger Blin, Jean-Marie Serreau, André Barsacq, Jacques Mauclair parmi bien d'autres, et, pour le ballet, Jean Babilée, Janine Charrat, Derrick Mendel, le Harkness Ballet de New York.
Grâce à sa maitrise du décor souvent à transformation et son univers très personnel, il est le décorateur attitré, dès le début, de la majorité des créations d'Eugène Ionesco (dont il dessinera l'épée d'académicien) ainsi que celui depuis toujours de tous les spectacles de Marcel Marceau.
Peintre, graveur, il est aussi l'illustrateur de nombreuses œuvres littéraires telles que Chroniques Martiennes de Ray Bradbury, Le Cabinet des Fées, ou La Création des Animaux de Jules Supervielle.
La Bibliothèque historique de la ville de Paris conserve des maquettes de décors de Jacques Noël, des plans d'implantation et plus d'une quarantaine de maquettes en volume de ses réalisations. Ces documents sont entrés grâce à l'Association de la Régie Théâtrale, qui les avait reçus en don de Jacques Noël.
Il était le mari de l’actrice Tsilla Chelton (1919-2012) avec laquelle il a eu quatre enfants.
Il est inhumé au cimetière de Montmartre (division 14).

### Prix et distinctions
- Chevalier dans l'ordre des Arts et des Lettres
- 1969 : Grand Prix du théâtre du ministère de la Culture
- 1996 : Molière du décorateur scénographe

## Théâtre
Jacques Noël a réalisé les décors des spectacles suivants :
- César et Cléopâtre 1957

| - 1946 Le Marchand d'Etoiles de Geneviève Serreau théâtre des Bouffes du Nord, mise en scène de Jean-Marie Serreau - 1946 Le Cid de Pierre Corneille Tournées T.E.C, mise en scène de Claude Martin - 1946 Le Collier de la Reine de René-Jean Chauffard Théâtre de Poche, mise en scène de Claude Martin - 1946 Le Dernier des Sioux de René-Jean Chauffard Théâtre de Poche, mise en scène de Claude Martin - 1946 Spectacle poétique de Jean Rougeul Cabaret du Capricorne, mise en scène de Agnès Capri - 1947 Farce Enfantine de la Tête du Dragon de Ramón María del Valle-Inclán Tournée, mise en scène de Jean-Marie Serreau - 1948 La Scintillante de Jules Romain Tournées T,E,C, mise en scène de Claude Martin - 1948 L'Auberge Pleine de Jean Variot Tournées T,E,C, mise en scène de Jean-Marie Serreau - 1948 Le Paquebot Tenacity de Charles Vildrac Tournées T,E,C, mise en scène de Jean-Marie Serreau - 1948 Captain Smith de Jean Blanchon théâtre des Mathurins, mise en scène de Claude Martin - 1949 Le Joueur de Flûte) -La Foire de Marcel Marceau Théâtre de Poche, mise en scène de Marcel Marceau - 1949 Les Voyous de Robert Hossein théâtre du Vieux-Colombier, mise en scène de Claude Martin - 1950 Le Gardien du Tombeau de Franz Kafka Théâtre de Poche, mise en scène de Jean-Marie Serreau - 1950 Le Dibbouk de Shalom Anski théâtre du Vieux-Colombier, mise en scène de Roger Paschel - 1950 Le Roi Cerf de Carlo Gozzi Tournée Allemagne, mise en scène de Jean-Marie Serreau - 1950 Henry IV de William Shakespeare Théâtre du Cloître Saint-Séverin, mise en scène de Roger Paschel - 1950 La Grande et la petite Manœuvre de Arthur Adamov théâtre des Noctambules, mise en scène de Roger Blin et Jean-Marie Serreau - 1951 Drame à Toulon de Claude Martin Grange aux belles et tournée, mise en scène de Claude Martin - 1951 Le Manteau - Moriana et Galvan de Nicolas Vassiliévitch Gogol et Alexandre Arnoux Studio des Champs-Elysées, mise en scène de Marcel Marceau - 1952 La Maison brûlée de August Strindberg théâtre de Babylone, mise en scène de Frank Sundström - 1952 Le Pierrot de Montmartre de Marcel Marceau théâtre Sarah Bernhardt, mise en scène de Marcel Marceau - 1952 Les Chaises de Eugène Ionesco Théâtre de Lancry, mise en scène de Sylvain Dhomme - 1952 Les Amants du Métro de Jean Tardieu Théâtre du Nouveau Lancry, mise en scène de Sylvain Dhomme - 1952 On ne peut jamais dire de Jean Tardieu Théâtre du Nouveau Lancry, mise en scène de Roger Paschel - 1952 Le Service des Pompes de Francis Garmung Théâtre du Nouveau Lancry, mise en scène de Roger Paschel - 1952 Candide de Voltaire Centre Dramatique de l'Ouest, mise en scène de Hubert Gignoux - 1953 : La Rose des Vents de Claude Spaak théâtre de Babylone, mise en scène de Jean-Marie Serreau - 1953 Victime du Devoir de Eugène Ionesco théâtre du Quartier Latin, mise en scène de Jacques Mauclair - 1953 Psyché de Molière théâtre des Champs-Élysées, mise en scène de Jean Négroni - 1953 Tous contre tous de Arthur Adamov théâtre de l'Œuvre, mise en scène de Jean-Marie Serreau - 1953 Les Trois Perruques - Un soir aux Funambules de Marcel Marceau Comédie des Champs-Élysées, mise en scène de Marcel Marceau - 1953 La Queue de la Poële de Delacour et Paul Siraudin La Rose Rouge (cabaret) , mise en scène de Nikos Papatakis - 1953 Si Camille me voyait de Roland Dubillard théâtre de Babylone, mise en scène de Jean-Marie Serreau - 1953 Le Bourgeois Gentilhomme de Molière Centre Dramatique de l'Ouest, mise en scène de Hubert Gignoux - 1954 Amédée ou comment s'en débarrasser de Eugène Ionesco théâtre de Babylone, mise en scène de Jean-Marie Serreau - 1954 Monsieur Cryptogame de Rodolphe Töpffer La Rose Rouge (cabaret), mise en scène de Nikos Papatakis - 1954 Langage des Fleurs de Marc Dolnitz La Rose Rouge (cabaret), mise en scène de Jacques Charon - 1954 Le Dîner de Têtes de Jacques Prévert Fontaine des Quatre Saisons, mise en scène de Albert Medina - 1954 La Bande à Bonnot de Henri-François Rey théâtre du Quartier Latin, mise en scène de Michel de Ré - 1955 Jacques ou la Soumission de Eugène Ionesco théâtre de la Huchette , mise en scène de Robert Postec - 1955 Le Tableau de Eugène Ionesco théâtre de la Huchette, mise en scène de Robert Postec - 1955 Les Oiseaux de Lune de Marcel Aymé théâtre de l'Atelier, mise en scène de André Barsacq - 1955 Gaspar Diaz de Dominique Vincent théâtre Hébertot, mise en scène de Claude Régy - 1955 Le Ping Pong de Arthur Adamov théâtre des Noctambules, mise en scène de Jacques Mauclair - 1955 Homme pour homme de Bertolt Brecht théâtre de l'Œuvre, mise en scène de Jean-Marie Serreau - 1955 Au jour le jour - A la nuit, la nuit de Jean Cosmos et François Billetdoux théâtre de l'Œuvre , mise en scène de François Billetdoux - 1956 Les Chaises de Eugène Ionesco Studio des Champs-Elysées, mise en scène de Jacques Mauclair - 1956 Le Square de Marguerite Duras Studio des Champs-Elysées, mise en scène de Claude Martin - 1956 Dieu a Dormi dans la Maison de Guilherme Figueredo théâtre de la Huchette, mise en scène de Albert Medina - 1956 Caméléopard Ballet de Jean Babiléeet Henri Sauguet théâtre des Champs-Élysées, mise en scène de Jean Babilée - 1956 Loup de Tsu Ku Mi - Mont de Piété - 14Juillet de Marcel Marceau théâtre de l'Ambigu, mise en scène de Marcel Marceau - 1956 Irma la Douce de Alexandre Breffort et Marguerite Monnot théâtre Gramont, mise en scène de René Dupuy - 1956 Une Belle Journée de Etienne Mazaud Théâtre de l'Alliance Française, mise en scène de Jacques Mauclair - 1956 L'Ours, Le Medecin Volant de Anton Tchekov, Molière Tournée en France, mise en scène de Jacques Mauclair - 1956 Chant d'Amour du Cornette de Rainer Maria Rilke théâtre de la Renaissance , mise en scène de Sylvain Dhomme - 1956 Mon Colonel de Paul Gegauff théâtre de la Huchette, mise en scène de Jacques Mauclair - 1956 L'Œuf de Félicien Marceau théâtre de l'Atelier, mise en scène de André Barsacq - 1956 Le Plus heureux des trois de Eugène Labiche théâtre de la Huchette, mise en scène de Robert Postec - 1956 La Reine et les Insurgés de Ugo Betti Théâtre de la Renaissance, mise en scène de Michel Vitold - 1957 César et Cléopâtre de George Bernard Shaw théâtre Sarah Bernhardt, mise en scène de Jean Le Poulain - 1957 La Visite de la Vieille Dame de Friedrich Dürrenmatt théâtre Marigny, mise en scène de Jean-Pierre Grenier - 1957 La Leçon – La Cantatrice Chauve de Eugène Ionesco théâtre de la Huchette, mise en scène de Nicolas Bataille et Marcel Cuvelier - 1957 Périclès de William Shakespeare théâtre de l'Ambigu, mise en scène de René Dupuy - 1957 L'Autre Alexandre de Marguerite Liberaki Théâtre de l'Alliance Française, mise en scène de Claude Régy - 1957 Phèdre de Jean Racine Sadler's Wells Theatre, Londres , mise en scène de Maurice Cazeneuve - 1957 Fin de Partie de Samuel Beckett Royal Court Theatre, Londres, mise en scène de Roger Blin - 1957 Acte Sans Paroles de Samuel Beckett Studio des Champs-Elysées, mise en scène de Derek Mendel - 1958 La Hobereaute de Jacques Audiberti théâtre du Vieux-Colombier, mise en scène de Jean Le Poulain - 1958 L'Année du bac de José-André Lacour théâtre Édouard VII, mise en scène de Yves Robert - 1958 L'Epouvantail de Dominique Rolin théâtre de l'Œuvre, mise en scène de André Barsacq - 1958 Le Petit Cirque et Les Matadors de Marcel Marceau théâtre de l'Ambigu , mise en scène de Marcel Marceau - 1958 La Bonne Soupe de Félicien Marceau théâtre du Gymnase, mise en scène de André Barsacq - 1958 Bérénice de Jean Racine Centre Dramatique de l'Ouest, mise en scène de Hubert Gignoux - 1958 La Parisienne de Michel Legrand Las Vegas, USA, mise en scène de Charley Henschis - 1958 À Quoi Rèvent les Jeunes Filles de Alfred de Musset Comédie-Française, mise en scène de Jacques Charon - 1959 Un Beau Dimanche de Septembre de Ugo Betti théâtre de l'Atelier, mise en scène de André Barsacq - 1959 Victimes du Devoir de Eugène Ionesco Studio des Champs-Elysées, mise en scène de Jacques Mauclair - 1959 Paris Qui Rit, Paris Qui Pleure de Marcel Marceau théâtre de l'Ambigu, mise en scène de Marcel Marceau - 1959 La Petite Molière de Jean Anouilh Odéon-Théâtre de France , mise en scène de Jean-Louis Barrault - 1959 Tueur Sans Gage de Eugène Ionesco théâtre Récamier, mise en scène de José Quaglio - 1959 La Tosca de Giacomo Puccini Opéra de Paris, mise en scène de André Barsacq - 1959 Conte d'Hiver de William Shakespeare Royal Shakespeare Company, mise en scène de Peter Wood - 1959 Le Tir Clara de Jean-Louis Roncoroni théâtre du Palais-Royal, mise en scène de Jean-Louis Barrault - 1959 Phèdre de Jean Racine Festival de Marseille Palais du Pharo, mise en scène de Jean Deschamps - 1959 La Double Vie de Théophraste Longuet de Jean Rougeul théâtre Gramont, mise en scène de René Dupuy - 1960 Rhinocéros de Eugène Ionesco Odéon-Théâtre de France, mise en scène de Jean-Louis Barrault - 1960 Phèdre de Jean Racine Londres, mise en scène de Maurice Cazeneuve - 1960 L'Etouffe Chrétien de Félicien Marceau théâtre de la Renaissance, mise en scène de André Barsacq - 1961 Naives Hirondelles de Roland Dubillard Théâtre de Poche, mise en scène de Arlette Reinerg - 1961 Les Maxibulles de Marcel Aymé Théâtre des Bouffes Parisiens, mise en scène de André Barsacq - 1961 Loin de Rueil de Raymond Queneau théâtre national populaire, mise en scène de Jean Vilar - 1961 Les Pupitres de Raymond Devos Théâtre Fontaine, mise en scène de Raymond Devos - 1962 Victor ou les Enfants au Pouvoir de Roger Vitrac théâtre de l'Ambigu, mise en scène de Jean Anouilh - 1962 Le roi se meurt de Eugène Ionesco Théâtre de l'Alliance Française, mise en scène de Jacques Mauclair - 1962 L'Avare de Molière Comédie-Française, mise en scène de Jacques Mauclair - 1962 Ballets Africains de Keita Fodeba Afrique Noir / Olympia - 1962 Le Baladin du Monde Occidental de John Millington Synge Théâtre de Haïfa, Israël, mise en scène de A. Fishman - 1962 Rhinocéros de Eugène Ionesco Théâtre de Haïfa, Israël , mise en scène de Robert Postec - 1962 Orphée et Antigone de Jean Cocteau Festival de Saint-Malo , mise en scène de Jean Leuvrais - 1962 Les Chaises de Eugène Ionesco Théâtre de l'Alliance Française, mise en scène de Jacques Mauclair - 1962 La Jeune Fille À Marier et La Lacune de Eugène Ionesco Théâtre de l'Alliance Française, mise en scène de Jacques Mauclair - 1963 La Femme-Femme de J. P. Férierre et Ricet Barrier Comédie de Paris, mise en scène de Nicolas Bataille - 1963 Le Piéton de l'Air de Eugène Ionesco Odéon-Théâtre de France, mise en scène de Jean-Louis Barrault - 1963 Oblomov de Ivan Gontcharov Studio des Champs-Elysées, mise en scène de Marcel Cuvelier - 1963 Orphée de Jean Cocteau Tournée Rigault- Universités USA, mise en scène de René Clermont - 1963 L'Apollon de Bellac de Jean Giraudoux Tournée Rigault- Universités USA, mise en scène de René Clermont - 1963 Monsieur Vautrin de Honoré de Balzac théâtre Récamier, mise en scène de André Charpak - 1963 Le Satyre de la Villette de René de Obaldia théâtre de l'Atelier, mise en scène de André Barsacq - 1963 La Tempête de William Shakespeare Théâtre de l'Alliance Française, mise en scène de Jacques Mauclair - 1963 Celimare le Bien-Aimé de Eugène Labiche Théâtre de l'Alliance Française, mise en scène de Jacques Mauclair - 1963 Une Belle Journée de Etienne Mazaud Théâtre de l'Alliance Française, mise en scène de Jacques Mauclair - 1963 Le Leader Ballet de Janine Charrat et Georges Delerue théâtre de l'Empire, mise en scène de Janine Charrat - 1964 Comment va le Monde Môssieu ? de François Billetdoux théâtre de l'Ambigu, mise en scène de François Billetdoux - 1964 Don Juan de Marcel Marceau théâtre de l'Ambigu, mise en scène de Marcel Marceau - 1964 Victor ou Les Enfants Au Pouvoir de Roger Vitrac Théâtre Ohel, Israël, mise en scène de Robert Postec - 1964 Roméo et Juliette de William Shakespeare Centre Dramatique du Nord, mise en scène de André Reybaz - 1964 Le Monstre Turquin de Carlo Gozzi théâtre de l'Atelier, mise en scène de André Barsacq - 1965 La Dame au Petit Chien de Anton Tchekov théâtre Hébertot, mise en scène de Claude Régy - 1965 Le Roi Se Meurt de Eugène Ionesco Télévision Française, mise en scène de Odette Collet - 1965 L'Idée Fixe de Paul Valéry théâtre de la Michodière, mise en scène de Pierre Franck - 1965 Le Sauvage de Jean Anouilh Théâtre Ohel, Tel Aviv , mise en scène de Roland Piétri - 1965 Archiflore de Jeannine Worms théâtre 347, mise en scène de Nicolas Bataille - 1965 Les Assassins Associés de Robert Thomas théâtre du Palais-Royal, mise en scène de Jean Piat - 1965 Le Petit Jésus de Jean Gruault Festival Sigma, Bordeaux - 1965 La Provinciale de Ivan Tourgueniev Odéon – Théâtre de France, mise en scène de Jean-Louis Barrault - 1965 Les Chaises de Eugène Ionesco théâtre Gramont, mise en scène de Jacques Mauclair - 1965 La Lacune de Eugène Ionesco Odéon – Théâtre de France, mise en scène de Jean-Louis Barrault - 1966 Opération Lagrelèche de Jean Poiret et Michel Serrault théâtre Fontaine, mise en scène de Jean Poiret et Michel Serrault - 1966 La Soif et La Faim de Eugène Ionesco Comédie-Française, mise en scène de Jean-Marie Serreau - 1966 La Bonne Soupe de Félicien Marceau Théâtre Habimah, Israël, mise en scène de Gérard Vergez - 1966 Délire à Deux de Eugène Ionesco Odéon – Théâtre de France, mise en scène de Jean-Louis Barrault - 1966 La Kermesse à Bruges Ballet de A. Bournonville Opéra de Copenhague, mise en scène de Flemming Flindt - 1966 La Convention Belzébir de Marcel Aymé théâtre de l'Athénée, mise en scène de René Dupuy - 1966 Sébastien Ballet, musique de Gian Carlo Menotti Ballets Harkness, New York, mise en scène de John Butler - 1966 Les Oiseaux d'Aristophane Carré Thorigny, mise en scène de Gérard Dournel - 1966 L'Eté de Romain Weingarten Théâtre de Poche, mise en scène de Jean-François Adam - 1966 Le Mariage de Monsieur Mississippi de Friedrich Dürrenmatt Centre Dramatique de l'Ouest, mise en scène de Hubert Gignoux - 1967 La Vie Sentimentale de Louis Velle théâtre des Ambassadeurs, mise en scène de Michel Fagadau - 1967 Irma La Douce de Alexandre Breffort et Marguerite Monnot théâtre de l'Athénée, mise en scène de René Dupuy - 1967 Les Chemins de Fer de Eugène Labiche théâtre de l'Atelier , mise en scène de André Barsacq - 1967 Un Jeune Homme À Marier de Eugène Ionesco Opéra de Copenhague, mise en scène de Flemming Flindt - 1967 Tueur Sans Gage de Eugène Ionesco Hôtel de Sully, Festival du Marais, mise en scène de Jacques Mauclair | - 1968 Charles VI de Claude Cyriaque Théâtre de Poche, mise en scène de Jean François Adam - 1969 : Le monde est ce qu'il est d'Alberto Moravia, mise en scène Pierre Franck, théâtre des Célestins, théâtre de l'Œuvre - 1968 Siegfried de Jean Giraudoux théâtre des Célestins, mise en scène de André Barsacq - 1968 Les Chroniques Martiennes de Ray Bradbury Odéon – Théâtre de France, mise en scène de Jean-Louis Barrault - 1968 Les Chaises de Eugène Ionesco Festival de la Mer, Sète, mise en scène de Jacques Mauclair - 1968 Le Roi Se Meurt de Eugène Ionesco Festival de la Mer, Sète, mise en scène de Jacques Mauclair - 1968 Un Jeune Homme À Marier Ballet d'après Eugène Ionesco Théâtre Neue Markett, Zurich, mise en scène de Flemming Flindt - 1969 La Fille de Stockholm de A. Leto théâtre de l'Œuvre, mise en scène de Pierre Franck - 1969 Le Monde est ce qu'il Est de Diego Fabbri théâtre de l'Œuvre, mise en scène de Pierre Franck - 1969 Le Jardin aux Betteraves de Roland Dubillard Théâtre de Lutèce, mise en scène de Roland Dubillard - 1969 Lorsque Cinq Ans Auront Passés de Federico Garcia Lorca Théâtre Jean Cocteau, Créteil, mise en scène de Jean Négroni - 1970 Jarry sur la butte d'après les œuvres complètes d'Alfred Jarry, Théâtre de l'Elysée-Montmartre, mise en scène de Jean-Louis Barrault - 1970 Triomphe de La Mort de Eugène Ionesco Théâtre de Düsseldorf, Allemagne, mise en scène de Karl Heinz Stroux - 1970 La Fuite de Mikhaïl Boulgakov théâtre des Amandiers, mise en scène de Pierre Debauche - 1970 Madame De Opéra de Jean-Michel Damase, livret de Jean Anouilh Opéra de Monte-Carlo, mise en scène de André Barsacq - 1971 Candide d'après Voltaire théâtre de Nice, mise en scène de Guy Lauzin - 1971 Eurydice de Jean Anouilh Opéra de Bordeaux, mise en scène de G. Boireau - 1971 Deux Femmes pour un Fantôme - La Babysitter de René de Obaldia théâtre de l'Œuvre, mise en scène de Pierre Franck - 1971 L'Avare de Molière Théâtre de l'Alliance Française, mise en scène de Jacques Mauclair - 1971 Le Pelican, l'Orage de August Strindberg théâtre de l'Œuvre, mise en scène de Jean-Marie Serreau - 1971 Jeux de Massacre de Eugène Ionesco Théâtre de Zurich, mise en scène de Spoerri - 1971 Rhinocéros de Eugène Ionesco théâtre des Célestins, Lyon, mise en scène de Guy Lauzin - 1972 Le Misanthrope de Molière Théâtre Jean Cocteau, Créteil, mise en scène de Jean Négroni - 1972 Le Vagabond des Etoiles de Marcel Marceau théâtre des Champs-Élysées, mise en scène de Marcel Marceau - 1972 Macbett de Eugène Ionesco Théâtre de l'Alliance Française, mise en scène de Jacques Mauclair - 1972 Spectacle Jean Ferrat Palais des Sports, Paris, mise en scène de Guy Lauzin - 1972 Le Faiseur de Honoré de Balzac théâtre des Célestins, Lyon, mise en scène de Pierre Franck - 1972 Tu étais si gentil quand tu étais petit de Jean Anouilh théâtre Antoine, mise en scène de Jean Anouilh et Roland Piétri - 1972 La Vie est un Songe de F. Calderon Théâtre de Neuchâtel et de Zurich, mise en scène de Spoerri - 1972 La Claque de André Roussin théâtre de la Michodière, mise en scène de André Roussin - 1973 Conversations dans le Loir-et-Cher de Paul Claudel Carré Thorigny, mise en scène de Guy Lauzin - 1973 L'Homme en Question de Félicien Marceau théâtre de l'Atelier, mise en scène de Pierre Franck - 1973 Ce Formidable Bordel de Eugène Ionesco théâtre Moderne, mise en scène de Jacques Mauclair - 1973 Circus de Maurice Roche Sigma Bordeaux, mise en scène de G. Charbonnier - 1973 Cet Animal Etrange de Anton Tchekov Théâtre Jean Cocteau, Créteil, mise en scène de Jean Négroni - 1974 Iphigénie de Jean Racine Comédie-Française, mise en scène de Jacques Destoop - 1974 L'idée Fixe de Paul Valéry Petit Odéon Paris, mise en scène de Pierre Franck - 1974 Un Etrange Après-Midi de A. Doriadis Théâtre de Plaisance, mise en scène de Guy Lauzin - 1974 Pantomimes de Marcel Marceau Tournée USA, mise en scène de Marcel Marceau - 1975 Salomé Opéra de Richard Strauss Palais des Congrès, Strasbourg, mise en scène de William Merril - 1975 L'Homme aux Valises de Eugène Ionesco théâtre de l'Atelier, mise en scène de Jacques Mauclair - 1975 Comme il Vous Plaira de William Shakespeare Comédie de Saint-Etienne, mise en scène de Guy Lauzin - 1975 On Ne Badine Pas Avec l'Amour de Alfred de Musset Comédie de Saint-Etienne, mise en scène de Guy Lauzin - 1975 Lucrèce Borgia de Victor Hugo Festival d'Avignon, mise en scène de Fabio Pacchioni - 1976 Médis et Alyssio Opera de Georges Delerue livret G. Gautron Opéra du Rhin, Strasbourg, mise en scène de Pierre Franck - 1976 Les Longs Chapeaux de André de Baeque Petit Odéon, mise en scène de Guy Lauzin - 1976 Les Chaises de Eugène Ionesco théâtre des Célestins, Lyon, mise en scène de Jacques Mauclair - 1976 La Cantatrice Chauve de Eugène Ionesco théâtre des Célestins, Lyon, mise en scène de Jacques Mauclair - 1976 Ba-Ta-Clan de Jacques Offenbach Tournée en France, mise en scène de Jacques Mauclair - 1976 Trafalgar Opera bouffe de Gérard Calvi et René Goscinny Tournée en France , mise en scène de Jacques Mauclair - 1976 Les Fâcheux de Molière Tournée en France, mise en scène de Stephan Meldegg - 1976 La Reine de la Nuit de Christian Giudicelli Théâtre de Plaisance, mise en scène de Gérard Caillaud - 1977 Apprends Moi Céline de Maria Pacôme théâtre des Nouveautés, mise en scène de Gérard Vergez - 1977 Le Faiseur de Honoré de Balzac théâtre de l'Atelier, mise en scène de Pierre Franck - 1977 La Ménagerie de verre de Tennessee Williams théâtre 347, mise en scène de Marcel Lupovici - 1977 Irma La Douce de Alexandre Breffort et Marguerite Monnot théâtre Fontaine, mise en scène de René Dupuy - 1977 Le Bain de Vapeur de Roland Dubillard théâtre de l'Atelier, mise en scène de Roland Dubillard et Pierre de Cherisey - 1977 Les Papas Naissent dans les Armoires de Scarnicci et Tarabusi théâtre de la Michodière, mise en scène de Gérard Vergez - 1978 Le Pont Japonais de Leonard Spigelgass théâtre Antoine, mise en scène de Gérard Vergez - 1978 Les Amours de Don Perlimplin de Federico Garcia Lorca théâtre du Marais, mise en scène de Jacques Mauclair - 1978 Dracula de Bram Stoker théâtre du Marais, mise en scène de Monique Mauclair - 1978 Frères Humains de André de Baeque Comédie de Saint-Etienne, mise en scène de Guy Lauzin - 1979 La Fourmi dans le Corps de Jacques Audiberti Nouveau Carré Sylvia Monfort, mise en scène de Guy Lauzin - 1979Athalie de Jean Racine Grand Théâtre de Bordeaux, mise en scène de Jean Négroni - 1979Les Serments Indiscrets de Marivaux théâtre de l'Est parisien, mise en scène de Jean-Louis Thamin - 1980 Le Turc en Italie de Gioachino Rossini Grand Théâtre de Bordeaux, mise en scène de Jean-Louis Thamin - 1981 La Culotte d'une Jeune Femme Pauvre de Roland Dubillard théâtre Saint-Georges, mise en scène de Roland Dubillard - 1981 Le Chant du Homard de Maria Pacôme Comédie des Champs-Élysées, mise en scène de Gérard Vergez - 1981 La Carte du Tendre textes du XVIIe siècle Théâtre du Petit-Montparnasse, mise en scène de Jacques Destoop - 1981 La Fleur au Fusil de John Wilson théâtre de Boulogne-Billancourt, mise en scène de Jean-Pierre Grenier - 1981 Le Turc en Italie de Gioachino Rossini Festival d'Aix en Provence, mise en scène de Jean-Louis Thamin - 1982 Le Cirque de Claude Mauriac théâtre de la Huchette, mise en scène de Nicolas Bataille - 1982 Le Misanthrope chez Molière de Jacques Mauclair théâtre du Marais , mise en scène de Jacques Mauclair - 1982 Messe Pour un Sacre Viennois de Bernard Da Costa Petit Odéon, mise en scène de Jacques Mauclair - 1982 Hommage à Lily Lamont de Arthur Whiney théâtre Fontaine, mise en scène de René Dupuy - 1983 Donne moi des Bottes Gontran de Jean-Claude Darnal Théâtre de Sèvres, mise en scène de Nicolas Bataille - 1983 Le Système Ribadier de Eugène Labiche Comédie de Touraine, mise en scène de Pierre Lefèvre - 1984 La Mémoire des Femmes de Anne Sicco Festival de Montepulciano, mise en scène de Anne Sicco - 1984 Assassino de Jean-Yves Rogale théâtre de la Potinière, mise en scène de Nicolas Bataille - 1984 Le Sablier de Nina Companeez théâtre Antoine, mise en scène de Nina Companeez - 1984 Autour du Chat Noir de Colette Comédie de Touraine, mise en scène de Jacques Destoop - 1984 Attention à la Petite Marche de Christiane Lasquin Studio des Mathurins, mise en scène de Daniel Ivernel - 1984 Les Chaises de Eugène Ionesco théâtre Essaïon, mise en scène de Edmond Tamiz - 1984 La Danse de Mort de August Strindberg théâtre de l'Atelier, mise en scène de Claude Chabrol - 1985 Les Cargos du Crépuscule de Anne Sicco Festival de Montepulciano, mise en scène de Anne Sicco - 1985 Abymes de Anne Sicco Festival de Montepulciano, mise en scène de Anne Sicco - 1985 Hugo, l'Homme qui Dérange de Claude Brulle théâtre de l'Odéon, mise en scène de Paul-Émile Deiber - 1985 C'est à quel Sujet ? de Daniel Boulanger Comédie de Touraine, mise en scène de Jacques Destoop - 1986 L'Idiot de Fiodor Dostoïevski théâtre Mouffetard, mise en scène de Jacques Mauclair - 1986 Largo Desolato de Václav Havel théâtre La Bruyère , mise en scène de Stephan Meldegg - 1987 En Famille On S'arrange Toujours de Alexandre Ostrovski théâtre du Marais , mise en scène de Jacques Mauclair - 1987 Lili de Bernadette Albret théâtre Essaïon , mise en scène de Edmond Tamiz - 1987 L'Hurluberlu de Jean Anouilh théâtre du Palais-Royal, mise en scène de Gérard Vergez - 1988 Les Saltimbanques opera comique de Ganne et Ordonneau Opéra de Nantes, mise en scène de Maurice Ducasse - 1989 A ta santé Dorothée de Remo Forlani théâtre de la Renaissance, mise en scène de Jacques Seiler - 1989 Tueur Sans Gage de Eugène Ionesco Odéon-Théâtre de France , mise en scène de Temporal spectacle de marionnettes - 1989 L'Avare de Molière théâtre du Marais, mise en scène de Jacques Mauclair - 1989 A La Nuit La Nuit de François Billetdoux théâtre du Rond-Point, mise en scène de Patrice Alexsandre - 1989 La Ritournelle de Victor Lanoux théâtre Antoine, mise en scène de Victor Lanoux - 1989 La Première Tête de Antoine Rault Comédie de Paris, mise en scène de Gérard Maro - 1989 Dis-moi Blaise de Blaise Cendrars théâtre de la Madeleine , mise en scène de Jean Desailly - 1990 Le Voyage de Mozart à Pragues de E. Morike Orphée – Théâtre, mise en scène de Pierre Jacquemont - 1990 Adélaïde 90 de Robert Lamoureux théâtre Antoine, mise en scène de Francis Joffo - 1991 L'École des Femmes de Molière théâtre du Marais, mise en scène de Jacques Mauclair - 1991 Mémoires d'un Fou de Gustave Flaubert Théâtre du Petit Hébertot, mise en scène de Philippe Noël - 1991 Les Patients de Jacques Audiberti Théâtre du Petit Montparnasse, mise en scène de Georges Vitaly - 1992 Doublages de Michel Vittoz Théâtre de la Métaphore, Lille, mise en scène de Philippe Noël - 1992 Lautrec sur la Butte de O. Volta et Nicolas Bataille théâtre de la Huchette, mise en scène de Nicolas Bataille - 1992 Deux Femmes pour un Fantôme de René de Obaldia Tournée en France, mise en scène de Pierre Franck - 1992 Chair Amour de Victor Haïm théâtre Essaïon, mise en scène de José Valverde - 1992 Le Mal Court de Jacques Audiberti théâtre de l'Atelier, mise en scène de Pierre Franck - 1992 Au Bord du Lit de Guy de Maupassant Tournée en France , mise en scène de J.M. Richier - 1993 Antonio Barracano de Eduardo De Filippo théâtre du Marais , mise en scène de Jacques Mauclair - 1994 Les Chaises de Eugène Ionesco théâtre du Marais, mise en scène de Jacques Mauclair - 1994 Les Quatre Lundis de Darnetal de Marcel Cuvelier théâtre de la Huchette, mise en scène de Marcel Cuvelier - 1994 La Mère Confidente de Marivaux théâtre du Marais, mise en scène de Monique Mauclair - 1995 Le Journal d'Anne Frank d'après Anne Frank théâtre Hébertot, mise en scène de Pierre Franck - 1995 Colette, l'Envers du Music Hall de Colette théâtre de la Huchette, mise en scène de Jacques Lègre - 1995 Sarah B de Michel Vittoz Tournée en France, mise en scène de Philippe Noël - 1995 Le Voleur de Bagdad de Raoul Walsh Ciné-spectacle-concert, mise en scène de Serge Noël - 1995 Noël Chez les Cuppiello de Eduardo De Filippo Théâtre du Marais, mise en scène de Jacques Mauclair - 1996 Théâtre en Miettes de Eugène Ionesco théâtre de la Huchette, mise en scène de Marcel Cuvelier - 1996 L'Argent du Beurre de Louis-Charles Sirjacq Théâtre de Poche, mise en scène de Etienne Bierry - 1996 La Panne de Friedrich Dürrenmatt théâtre de l'Atelier, mise en scène de Pierre Franck - 1996 Appelez moi Rose de Youri théâtre Essaïon, mise en scène de José Valverde - 1997 Conversations dans le Loir-et-Cher de Paul Claudel théâtre de l'Atelier, mise en scène de Pierre Franck - 1997 Le Chapeau Melon de Marcel Marceau Espace Cardin, mise en scène de Marcel Marceau - 1997 Sik-Sik de Eduardo De Filippo théâtre du Marais, mise en scène de Jacques Mauclair - 1998 L'Idiot de Fiodor Dostoïevski théâtre 14, mise en scène de Jacques Mauclair - 1998 Le Ruban de Georges Feydeau théâtre Sylvia Monfort, mise en scène de Régis Santon - 1998 Le Joueur d'Echecs de Stefan Zweig théâtre des Déchargeurs, mise en scène de Nani Noël - 1998 Les Créanciers de August Strindberg Théâtre de Poche, mise en scène de Jean Claude Amyl - 1998 Maman Sabouleux de Eugène Labiche Tournée en France, mise en scène de André Bonneval - 1999 Le Domaine des Femmes de Marcel Cuvelier théâtre de la Huchette, mise en scène de Marcel Cuvelier - 2000 Miss Annabella de Charles-Ferdinand Ramuz Festival d'Avignon, mise en scène de Didier Girard - 2002 Histoire d'On de Jean-Claude Grumberg théâtre de la Huchette, mise en scène de Marcel Cuvelier - 2002 Prologue au Cabinet des Fées Ballet de Philippe Noël et M.G. Massé Compagnie de l'Eventail, mise en scène de Philippe Noël - 2003 Contes Fantastiques de Marcel Marceau théâtre Antoine, mise en scène de Marcel Marceau |

## Cinéma
- 1960 : La Famille Fenouillard de Yves Robert
- 1963 : Dragées au poivre de Jacques Baratier

## Télévision
- 1967 : Pantomimes de Marcel Marceau, Télévision danoise, mise en scène de Marcel Marceau
- 1967 : Le Roi Se Meurt de Eugène Ionesco, Télévision Française, mise en scène de Odette Collet
- 1973 : Conte De Noël de Charles Dickens, Télévision anglaise BBC, mise en scène de Marcel Marceau
- 1977 : La Maréchale d'Ancre de Alfred de Vigny, Télévision française, mise en scène de Roger Iglesis
- 1979 : Les 7 Pêchés Capitaux de Marcel Marceau, Télévision française, mise en scène de Marcel Marceau